# Eucalyptus camaldulensis
Eucalyptus camaldulensis, també conegut com eucaliptus bord, de fulla estreta o de ribera, és un arbre del gènere Eucalyptus de la família de les Mirtàcies. És una espècie plantada a moltes parts del món. És nativa d'Austràlia, on es troba àmpliament estesa, especialment prop de cursos d'aigua.
És un arbre icona d'Austràlia. Produeix bona ombra per a les extremes temperatures a Austràlia central, i estabilitza bancs de riu, retenint el sòl.

## Descripció

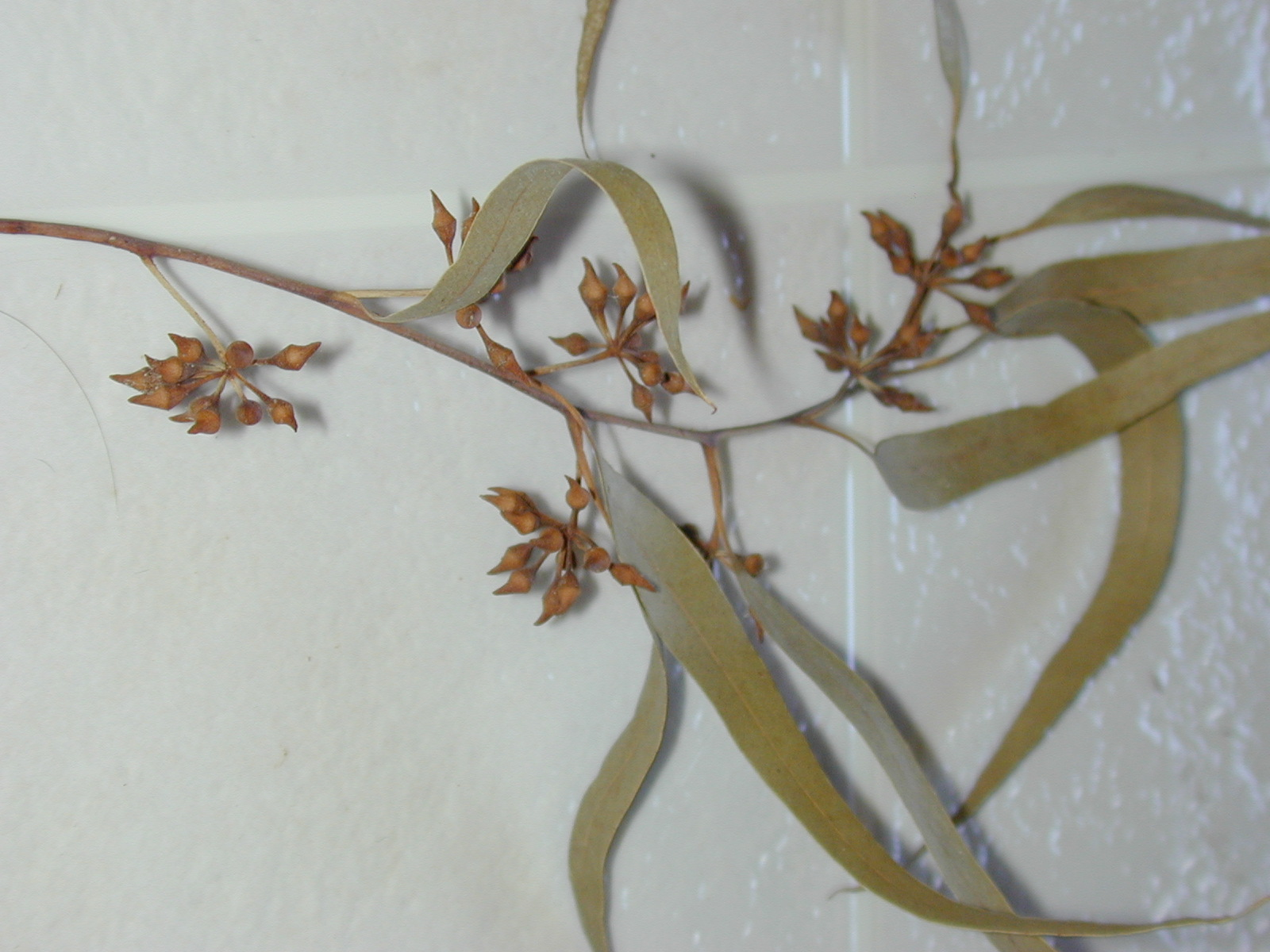
Fruits i fulles.

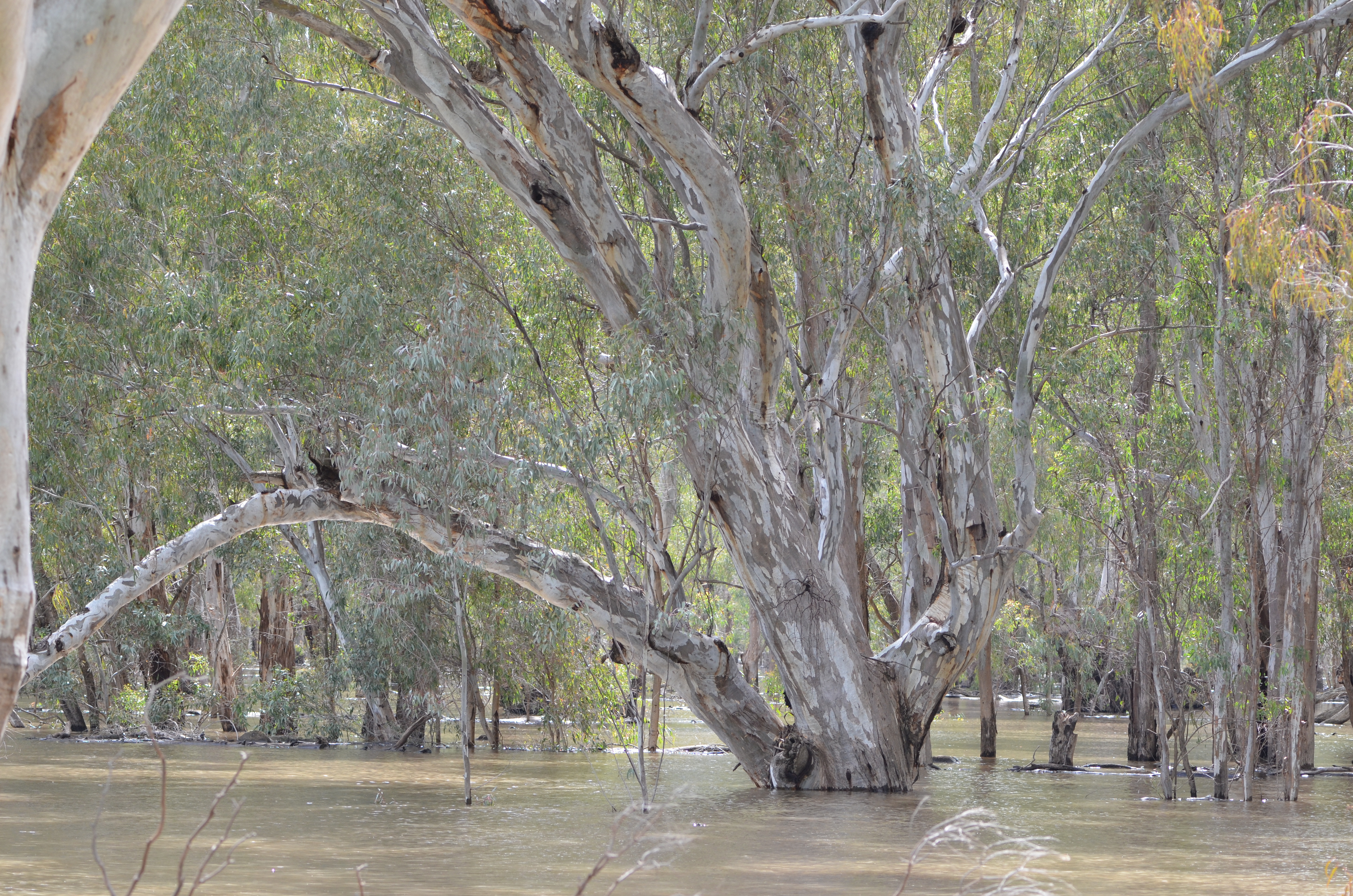
Arbres durant una inundació del riu Murrumbidgee.

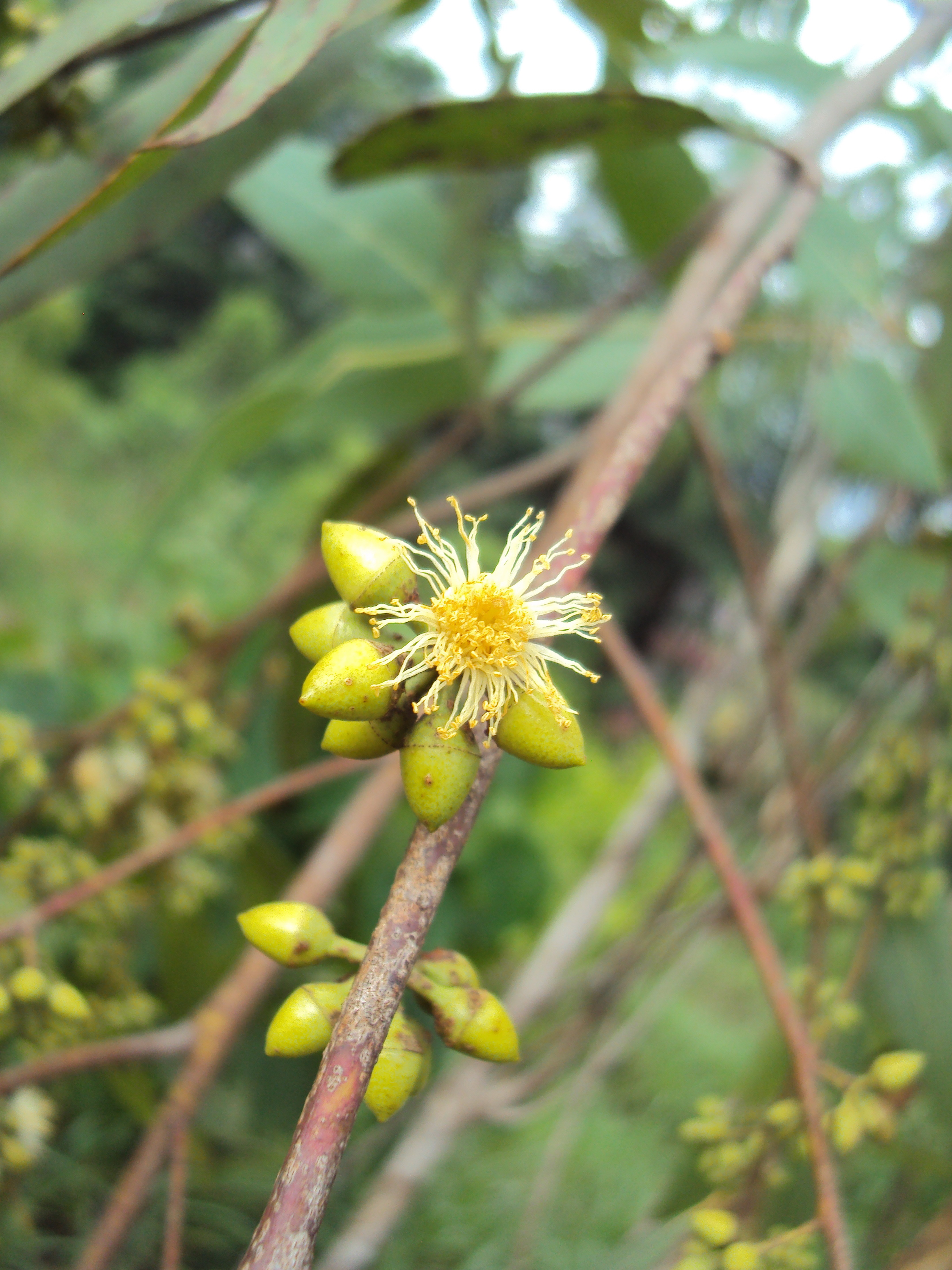
Flors.

Creix fins a 20 m, arribant a vegades fins a 60 m d'alçada; la seva ritidoma (escorça) és gruixuda (3 cm), esponjosa, barrejant els tons vermellosos, grisos, verdosos i blanquinosos. Posseeix una capacitat de desbrancament sense previ avís, desprenent-se per exemple d'immenses branques en un instant (freqüentment de la meitat de diàmetre del tronc). Aquest desbrancament ajuda a estalviar aigua i/o és el resultat de la seva fusta trencadissa. Fulles dels brots baixos i adventicis vermelloses, alternes, lanceolades. Fulles dels brots mitjans i alts alternes, curtament peciolades, lanceolades o falciformes, de fins a 2,5 x 30 cm. Inflorescències en umbel·les axil·lars, amb 4-15 flors. Receptacle hemisfèric o amplament cònic, de 3-6 mm. Fruit en càpsula globosa, truncada, de fins a 8 x 6 mm. Llavors fèrtils petites, de menys d'1 mm, polièdriques, anguloses, de color marró laro. Llavors estèrils més primes. Floreix de forma bastant difusa al llarg de l'any, fins i tot a l'hivern en zones càlides
La forma "Greenough" té un hàbit de creixement estrany, girant 90° de la vertical al voltant de 2 m dalt del terreny.
Introduït en molts països amb clima mediterrani i subtropical, principalment amb finalitats paperers i menys com a ornamental. És invasora a Sud-àfrica i en l'oest del Mediterrani (Espanya i Portugal). Produeix efectes molt negatius sobre el paisatge i sobre la biodiversitat. Els primers es deuen a la seva gran grandària i a l'extensió de les seves masses, desfigurant el paisatge mediterrani genuí.

## Cultiu
Pol·linització entomòfila. Es reprodueix per llavor i per de brots de cep. Germina ràpidament tant de llavors fresques com d'emmagatzemades en condicions de fred sec. I també aviat adquireix resistència a la sequera. Tolera temperatures de –5 °C i màximes de 40 °C, però no soporta les gelades duradores o freqüents. Aguanta sequeres prolongades, conformant-se amb 300 mm de precipitació mitjana anual. Prefereix els sòls profunds, sobretot al·luvials, neutres o àcids.

## Usos
Aquest arbre té un gran renom per la seva brillant fusta vermellosa, oscil·lant entre rosa suau i vermell negrós, depenent de l'edat. És molt trencadís i generalment de gra creuat, fent el treball manual difícil. Tradicionalment es va usar per a aplicacions de resistència com bigues i pals, tot i que actualment s'usa per a la construcció de mobles. Necessita una acurada selecció per a fer-la més forta als canvis d'humitat. És densa (900 kg/m³), molt dura, admet bona brillantor. Millora amb fusta estacionada i d'edat.
Popular llenya. La fusta produeix un excel·lent carbó i és usada al Brasil per a la siderúrgia de ferro i d'acer amb un gran èxit. A més, aquest arbre s'usa per a la  pol·linització amb abelles al Brasil i a l'Argentina.
És un dels eucaliptus més plantats mundialment (ca. 5.000 km² plantats) (NAS, 1980a: Argentina, EUA, Brasil, Egipte, Kenya, Marroc, Nigèria, Pakistan, Senegal, Sierra Leone, Espanya, Paraguai, Perú, Sri Lanka, el Sudan, Tanzània, Alt Volta, Uruguai, Zimbabwe).

## Plagues i malalties
Encara que es coneix una àmplia gamma de malalties i plagues dels eucaliptus, relativament poques tenen una importància crítica. Això pot deure's als rics i variats recursos genètics del gènere. No obstant això, els factors que influeixen de manera més significativa sobre la susceptibilitat de l'eucaliptus davant pestes i malalties corresponen a la pràctica del monocultiu i la diversitat genètica reduïda. l'ús d'espècies fora del seu rang climàtic natural i tècniques d'establiment i maneig inapropiades. El risc a plagues i malalties està donat per l'augment de la distribució de les plantacions comercials cap a àrees marginals de creixement, l'ús d'espècies o procedències mal seleccionades, ús inadequat de tècniques d'establiment, l'adaptabilitat d'agents natius a les espècies forestals introduïdes i per la intensificació del comerç internacional i el turisme, que fan més vulnerables les barreres naturals.

## Taxonomia
Eucalyptus camaldulensis va ser descrita per Frederick Dehnhardt i publicada a Catalogus Plantarum Horti Camalduensis (ed. 2) 20. 1832.

### Etimologia
- Eucalyptus: prové del grec kaliptos, "cobert", i el prefix eu-, "bé", en referència a l'estructura llenyosa que cobreix i dona protecció a les seves flors.[4]
- camaldulensis: epítet geogràfic que va ser anomenat així pel monestir Camaldoli prop de Nàpols, d'on era el primer espècimen descrit.

### Sinonímia
- Eucalyptus rostrata Schltdl.
- Eucalyptus x mcintyrensis Maiden
- Eucalyptus camaldulensis var. obtusa Blakely
- Eucalyptus camaldulensis var. acuminata (Hook.) Blakely
- Eucalyptus camaldulensis var. brevirostris (F. Muell. ex Miq.) Blakely
- Eucalyptus subulata A. Gray
- Eucalyptus rostrata var. acuminata (Hook.) Maiden
- Eucalyptus rostrata var. brevirostris (F. Muell. ex Miq.) Maiden
- Eucalyptus tereticornis var. rostrata (Schldl.) Ewart
- Eucalyptus acuminata Hook.[5]